# Sieboldius
Sieboldius – rodzaj ważek z rodziny gadziogłówkowatych (Gomphidae).

## Podział systematyczny
Do rodzaju należą następujące gatunki:
- Sieboldius albardae Selys, 1886
- Sieboldius alexanderi (Chao, 1955)
- Sieboldius deflexus (Chao, 1955)
- Sieboldius gigas (Martin, 1904)
- Sieboldius herculeus Needham, 1930
- Sieboldius japponicus Selys, 1854
- Sieboldius maai Chao, 1990
- Sieboldius nigricolor (Fraser, 1924)